# ソフトウェアパーク・タイランド
ソフトウェアパーク・タイランド (タイ語:เขตอุตสาหกรรมซอฟต์แวร์แห่งประเทศไทย / ซอฟต์แวร์พาร์ค)、英語：Software Park Thailand）は、タイ王国が建設したソフトウェア産業開発振興区。内閣科学技術省タイ国立科学技術開発庁の監督下にある。バンコクの郊外北ノンタブリー県パーククレット郡に立地。

## 概要
ソフトウェアパーク・タイランドは、2001年にタイ王国のソフトウェア産業育成のために設置された。同パークでは、ソフトウェア技術移転、技術・経営相談、オフィスの貸し出しなどを行っている。ソフトウェアパークビルは12階建てであり、うち5階から12階までが貸しオフィスとなっており、貸し出し総面積は7,500㎡。館内施設として、オーディトリアム、大会議場、パソコントレーニングルームなどが付設されたトレーニングセンター、小会議場、PABXの内線、CCTV、24時間警備、カードキーによる出入館管理システム、火災探知機、スプリンクラーなどの防災設備などが設置されている。

## オフィス所在地
- ノンタブリー県 パーククレット郡 タムボン・クローンクルア ヂェーンワッタナ通り 99/31 ソフトウェアパークビル

（อาคารซอฟต์แวร์พาร์ค เลขที่ 99/31 ถนนแจ้งวัฒนะ ตำบลคลองเกลือ อำเภอปากเกร็ด จังหวัดนนทบุรี 11120）

## 戦略
ソフトウェアパークでは、これまで2006年に米国、2007年に中国とキャンペーンを展開。2009年には欧州のソフトウエア開発のアウトソーシング市場への参入を狙った戦略を打ち出した。また2010年2月17日には、日本東京の帝国ホテルにおいて商談会を開催し、日本市場にも売り込みをかけている。さらにソフトウェアパークは2010年にはタイのソフトウェア企業のための番組『ソフトウェアパークチャンネル』、インターネットとケーブルテレビを通して配信を開始。

## 関連事項
- 科学技術省 (タイ)
- タイ国立科学技術開発庁
- タイランド・サイエンスパーク